# Мажуга Микола Анатолійович
Мико́ла Анато́лійович Мажу́га (25 червня 1981 — 3 лютого 2015) — солдат Збройних сил України.

## Життєвий шлях
Закінчив одну із криворізьких шкіл, по тому здобув професію газозварника. Рано втратив батька. Захоплювався спортом. Працював за професією в Європі.
У часі війни — снайпер, 2-й взвод окремої роти снайперів, 17-та окрема танкова бригада. Від рідних приховував свою участь в операціях.
3 лютого 2015 помер у харківському госпіталі від поранень, котрих зазнав 29 січня під час виходу колони з Дебальцевого, 5 днів перебуваючи в комі.
Без Миколи лишились мама Галина Миколаївна, сестра та двоє братів.
Похований у місті Кривий Ріг. 6 лютого в Кривому Розі оголошено днем скорботи.

## Нагороди та вшанування
За особисту мужність і героїзм, виявлені у захисті державного суверенітету та територіальної цілісності України, вірність військовій присязі під час російсько-української війни, відзначений — нагороджений
- орденом «За мужність» III ступеня (посмертно)
- в школі, котру закінчив Микола, встановлено меморіальну дошку його честі